# 重翠大橋
重翠大橋為跨越大漢溪、唯一直接連接新北市三重區及板橋區的橋梁，與新北大橋連通可達三重市區，為台64線及新北環河快速道路的一部份。目前台64線與新北環快的部分都已通車。
重翠大橋之名是以橋樑連接三重以及板橋江子翠為名，橋樑可分為上層外側台64線（雙向兩座橋，各兩線快車道），外觀為湖水綠；及下層內側新北環河快速道路（雙向一座橋，各三線快車道及機車道與人行／自行車道），外觀為淡粉紫。形成了台64線兩側包夾住新北環河快速道路，上下兩層並無共構及共線，實際上可視為於相同地點過河的兩座橋梁，然而兩者之間有兩條匝道互通（台64線西向往新北環快中和方向出入口，江子翠交流道一部份）。
此外，重翠大橋新北環快部份因為與新北大橋連成一氣，而且橋名標示不明顯，因此常被誤認為新北大橋的一部分。

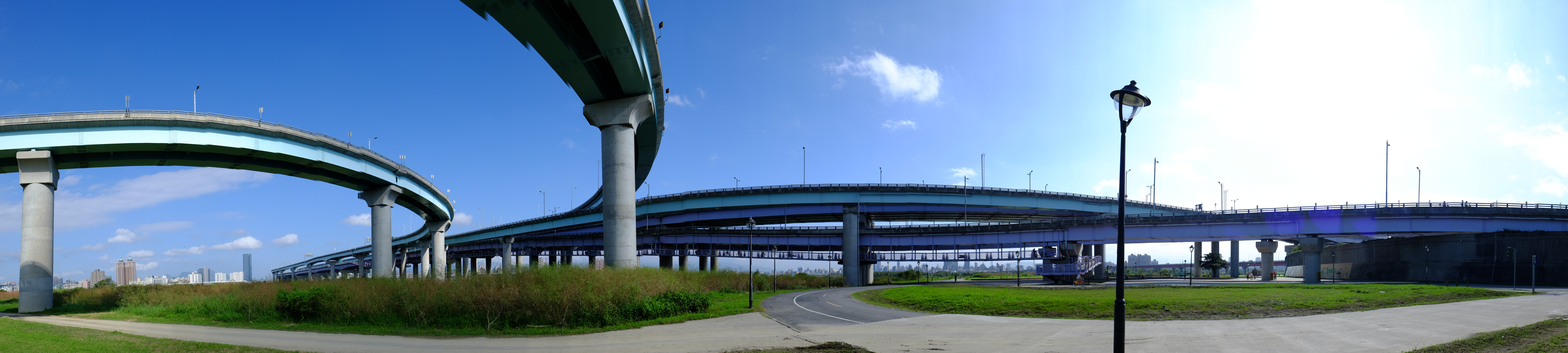
<遠>重翠大橋<左>省道台64線<右>新北環快
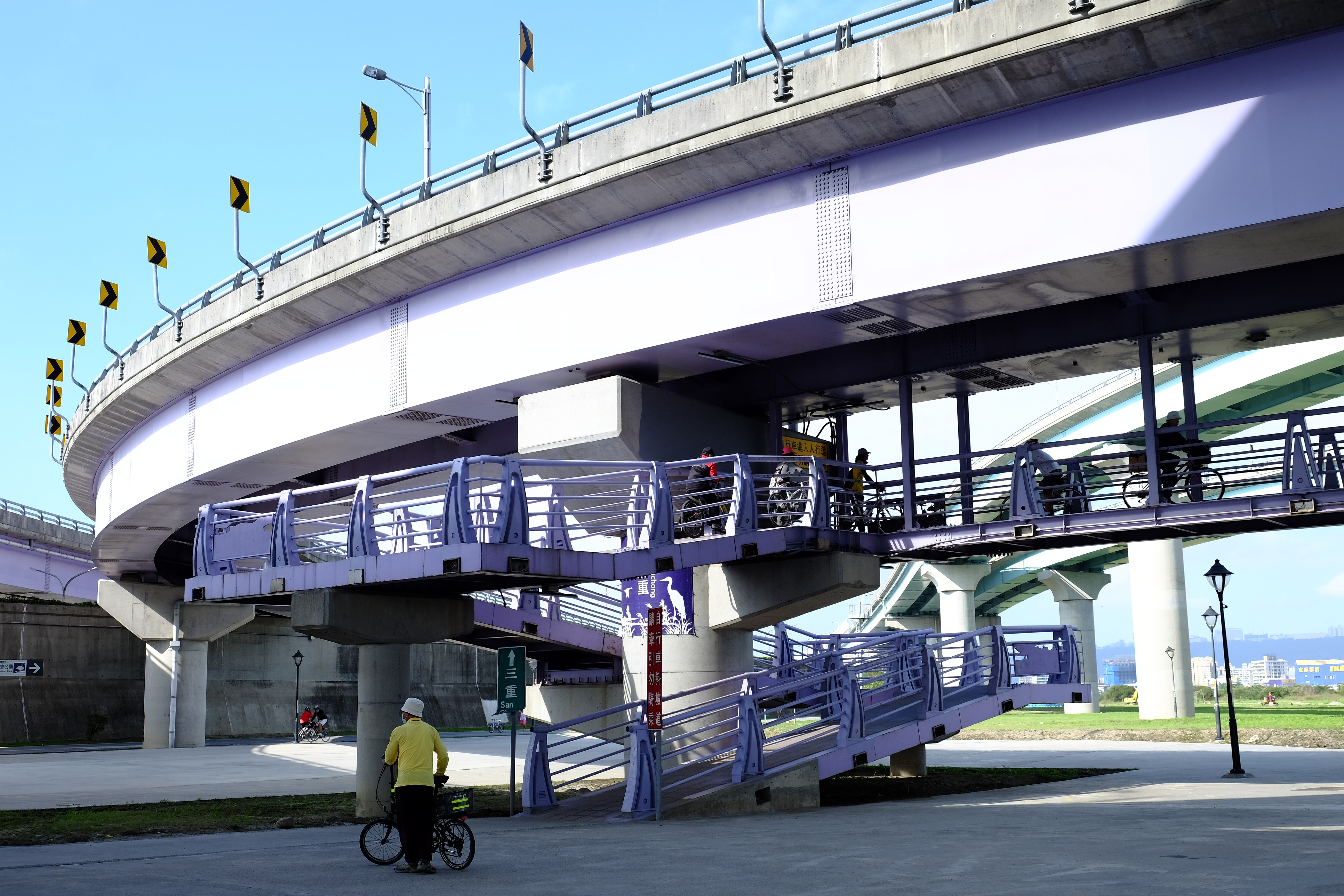
重翠大橋 自行車專用入口